# حكومة بهجت التلهوني السادسة
حكومة بهجت التلهوني السادسة هي الحكومة الثامنة والخمسون من حكومات المملكة الأردنية الهاشمية. شكّل بهجت التلهوني الحكومة في 19 أبريل عام 1970م، بتكليف من ملك الأردن الحسين بن طلال. وقد حلّت الحكومة في 27 يونيو 1970.

## وصلات خارجية
- موقع رئاسة الوزراء